# Бранка (Албергарія-а-Веля)
Бранка (порт. Branca; МФА: [ˈbɾɐ̃.kɐ]) — парафія в Португалії, у муніципалітеті Албергарія-а-Веля. Розташована в західній частині країни, на теренах історичної португальської провінції Бейра. Входить до складу округу Авейру. За адміністративним поділом, чинним до 1976 року, терени парафії були складовою провінції Берегова Бейра. Належить до Авейрівської діоцезії Католицької церкви. Патрон — святий Вікентій. Площа — 30,2886 км². Населення — 5621 ос. (2011). Середньо урбанізований регіон. Густота населення — 185,58 осіб/км²
. Код — 010204.

## Географія

Албергарія-а-Веля (2013)
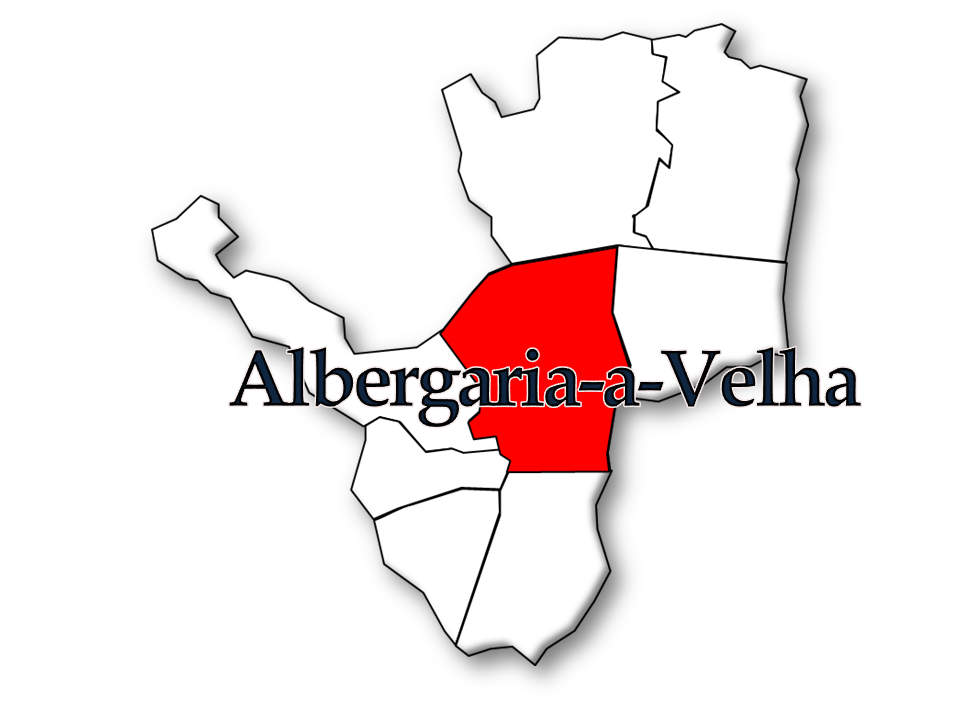
Албергарія-а-Веля
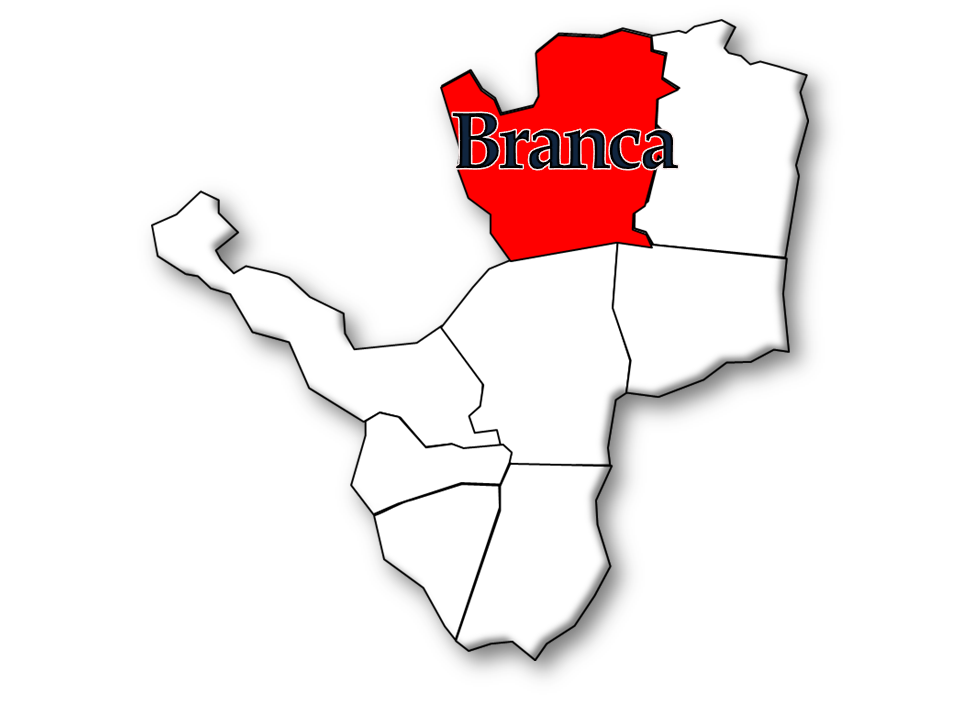
Бранка

## Населення
| Кількість мешканців | Кількість мешканців | Кількість мешканців | Кількість мешканців | Кількість мешканців | Кількість мешканців | Кількість мешканців | Кількість мешканців | Кількість мешканців | Кількість мешканців | Кількість мешканців | Кількість мешканців | Кількість мешканців | Кількість мешканців | Кількість мешканців |
| ------------------- | ------------------- | ------------------- | ------------------- | ------------------- | ------------------- | ------------------- | ------------------- | ------------------- | ------------------- | ------------------- | ------------------- | ------------------- | ------------------- | ------------------- |
| 1864                | 1878                | 1890                | 1900                | 1911                | 1920                | 1930                | 1940                | 1950                | 1960                | 1970                | 1981                | 1991                | 2001                | 2011                |
| 1 561               | 2 061               | 1 915               | 2 148               | 2 371               | 2 456               | 2 800               | 3 285               | 3 732               | 4 160               | 4 278               | 4 810               | 5 074               | 5 500               | 5 621               |